# Schizothorax kumaonensis
Schizothorax kumaonensis är en fiskart som beskrevs av Menon, 1971. Schizothorax kumaonensis ingår i släktet Schizothorax och familjen karpfiskar. IUCN kategoriserar arten globalt som otillräckligt studerad. Inga underarter finns listade i Catalogue of Life.